# Lik (band)
Lik (också skrivet LIK) är ett svenskt death metal-band från Stockholm som bildades 2014.

## Biografi
Lik bildades 2014 av Tomas Åkvik (ex-Chaosys), Niklas "Nille" Sandin (Katatonia), Chris Barkensjö (ex-Construcdead, ex-Carnal Forge) och Mathias Blom. Redan året efter släppte man debutalbumet Mass Funeral Evocation på War Anthem Records. Mathias Blom lämnade bandet under 2015 och Niklas Sandin tog över basen fram till att Joakim Antman rekryterades till positionen under 2019. I januari 2016 var gruppen förband till Swallow the Sun och på sommaren spelade man på Party.San Open Air tillsammans med band som At the Gates, Angelcorpse och Arcturus.
Det andra studioalbumet, Carnage, utkom i maj 2018. Inför detta släpp hade bandet tecknat skivkontrakt med Metal Blade Records. Samma höst spelade Lik tillsammans med Anaal Nathrakh och Ihsahn (Emperor). Året därefter spelade man tillsammans med Bloodbath och Dark Tranquillity på Close-Up-båten på våren och på den tyska festivalen Summer Breeze Open Air i augusti. Senare på hösten följde spelningar med Dismember, Grave och Vader.
Det tredje studioalbumet, Misanthropic Breed, släpptes i september 2020 och föregicks av tre singlar. Bandet spelade även in en video till "Decay".
Bandets fjärde album, Necro, gavs ut i april 2025 och producerades av Lawrence Mackrory. En musikvideo till "War Praise" släpptes i mars.

## Medlemmar

### Nuvarande
- Tomas Åkvik – sång, gitarr (2014– )
- Niklas "Nille" Sandin – gitarr (2014– ), basgitarr (2015–2019)
- Chris Barkensjö – trummor, sång (2014– )
- Joakim Antman – basgitarr (2019– )

### Tidigare
- Mathias Blom – basgitarr (2014–2015)

## Diskografi

### Studioalbum
- Mass Funeral Evocation (2015)
- Carnage (2018)
- Misanthropic Breed (2020)
- Necro (2025)

### EP
- Sthlm Death Metal (2019)

### Singlar
- "Revel in Gore" (2019)
- "Decay" (2020)
- "Funeral Anthem" (2020)